# Coppa del Mondo di sci di fondo 2011
La Coppa del Mondo di sci di fondo 2011 fu la trentesima edizione della manifestazione organizzata dalla Federazione Internazionale Sci; ebbe inizio il 20 novembre 2010 a Gällivare, in Svezia, e si concluse il 20 marzo 2011 a Falun, ancora in Svezia. Nel corso della stagione si tennero a Oslo i Campionati mondiali di sci nordico 2011, non validi ai fini della Coppa del Mondo, il cui calendario contemplò dunque un'interruzione tra febbraio e marzo. Per la prima volta venne introdotta nel calendario di Coppa una terza competizione intermedia, il Nordic Opening.
In campo maschile furono disputate tutte le 17 gare individuali (3 a tecnica classica, 2 a tecnica libera, 7 sprint, 2 a inseguimento, 3 competizioni intermedie a tappe) e le 5 a squadre (3 staffette, 2 sprint a squadre) previste, in 22 diverse località. Lo svizzero Dario Cologna si aggiudicò sia la coppa di cristallo, il trofeo assegnato al vincitore della classifica generale, sia la Coppa di distanza; lo svedese Emil Jönsson vinse la quella di sprint. Petter Northug era il detentore uscente della Coppa generale.
In campo femminile furono disputate tutte le 17 gare individuali (3 a tecnica classica, 2 a tecnica libera, 7 sprint, 2 a inseguimento, 3 competizioni intermedie a tappe) e le 5 a squadre (3 staffette, 2 sprint a squadre) previste, in 22 diverse località. La polacca Justyna Kowalczyk si aggiudicò sia la coppa di cristallo, sia la Coppa di distanza; la slovena Petra Majdič vinse la Coppa di sprint. La Kowalczyk era la detentrice uscente della Coppa generale.

## Uomini

### Risultati
| Data                              | Località                                                    | Nazione         | Spec.          | Primo                                                                | Secondo                                                                      | Terzo                                                                              |
| --------------------------------- | ----------------------------------------------------------- | --------------- | -------------- | -------------------------------------------------------------------- | ---------------------------------------------------------------------------- | ---------------------------------------------------------------------------------- |
| 20 novembre 2010                  | Gällivare                                                   | Svezia          | 15 km TL       | Marcus Hellner                                                       | Dario Cologna                                                                | Daniel Richardsson                                                                 |
| 21 novembre 2010                  | Gällivare                                                   | Svezia          | 4x10 km        | Svezia I Mats Larsson Johan Olsson Daniel Richardsson Marcus Hellner | Russia I Evgenij Belov Maksim Vylegžanin Pëtr Sedov Aleksandr Legkov         | Norvegia I Eldar Rønning Martin Johnsrud Sundby Chris Andre Jespersen Sjur Røthe   |
| 26 novembre 2010 28 novembre 2010 | Kuusamo                                                     | Finlandia       | Nordic Opening | Aleksandr Legkov                                                     | Dario Cologna                                                                | Daniel Richardsson                                                                 |
| 4 dicembre 2010                   | Düsseldorf                                                  | Germania        | SP TL          | Emil Jönsson                                                         | Fulvio Scola                                                                 | Øystein Pettersen                                                                  |
| 5 dicembre 2010                   | Düsseldorf                                                  | Germania        | TS TL          | Norvegia II Ola Vigen Hattestad Anders Gløersen                      | Svezia I Mats Larsson Emil Jönsson                                           | Italia II Fabio Pasini David Hofer                                                 |
| 10 dicembre 2010                  | Davos                                                       | Svizzera        | 15 km TC       | Aleksej Poltoranin                                                   | Aleksandr Legkov                                                             | Lukáš Bauer                                                                        |
| 11 dicembre 2010                  | Davos                                                       | Svizzera        | SP TL          | Emil Jönsson                                                         | Aleksej Petuchov                                                             | Dario Cologna                                                                      |
| 18 dicembre 2010                  | La Clusaz                                                   | Francia         | 30 km TL MS    | Maksim Vylegžanin                                                    | Petter Northug                                                               | Aleksandr Legkov                                                                   |
| 19 dicembre 2010                  | La Clusaz                                                   | Francia         | 4x10 km        | Svizzera Toni Livers Dario Cologna Remo Fischer Curdin Perl          | Russia I Evgenij Belov Aleksandr Legkov Pëtr Sedov Maksim Vylegžanin         | Norvegia I Eldar Rønning Martin Johnsrud Sundby Tord Asle Gjerdalen Petter Northug |
| 31 dicembre 2010 9 gennaio 2011   | Oberhof Oberstdorf Dobbiaco Cortina d'Ampezzo Val di Fiemme | Germania Italia | Tour de Ski    | Dario Cologna                                                        | Petter Northug                                                               | Lukáš Bauer                                                                        |
| 15 gennaio 2011                   | Liberec                                                     | Rep. Ceca       | SP TL          | Ola Vigen Hattestad                                                  | Federico Pellegrino                                                          | Dušan Kožíšek                                                                      |
| 16 gennaio 2011                   | Liberec                                                     | Rep. Ceca       | TS TC          | Norvegia I Johan Kjølstad Ola Vigen Hattestad                        | Svezia I Jesper Modin Mats Larsson                                           | Norvegia II Eirik Brandsdal John Kristian Dahl                                     |
| 22 gennaio 2011                   | Otepää                                                      | Estonia         | 15 km TC       | Eldar Rønning                                                        | Daniel Richardsson                                                           | Maksim Vylegžanin                                                                  |
| 23 gennaio 2011                   | Otepää                                                      | Estonia         | SP TC          | Eirik Brandsdal                                                      | Ola Vigen Hattestad                                                          | Nikita Krjukov                                                                     |
| 4 febbraio 2011                   | Rybinsk                                                     | Russia          | 20 km PU TC/TL | Il'ja Černousov                                                      | Jean-Marc Gaillard                                                           | Maurice Manificat                                                                  |
| 5 febbraio 2011                   | Rybinsk                                                     | Russia          | SP TL          | Aleksej Petuchov                                                     | Ola Vigen Hattestad                                                          | Anders Gløersen                                                                    |
| 6 febbraio 2011                   | Rybinsk                                                     | Russia          | 4x10 km        | Russia I Evgenij Belov Maksim Vylegžanin Pëtr Sedov Aleksandr Legkov | Italia I Valerio Checchi Giorgio Di Centa Roland Clara Pietro Piller Cottrer | Germania Andy Kühne Franz Göring Tom Reichelt Tobias Angerer                       |
| 19 febbraio 2011                  | Drammen                                                     | Norvegia        | 15 km TC       | Daniel Richardsson                                                   | Martin Johnsrud Sundby                                                       | Petter Northug                                                                     |
| 20 febbraio 2011                  | Drammen                                                     | Norvegia        | SP TL          | Emil Jönsson                                                         | Alex Harvey                                                                  | Petter Northug                                                                     |
| 12 marzo 2011                     | Lahti                                                       | Finlandia       | 20 km PU TC/TL | Dario Cologna                                                        | Maurice Manificat                                                            | Vincent Vittoz                                                                     |
| 13 marzo 2011                     | Lahti                                                       | Finlandia       | SP TC          | Emil Jönsson                                                         | Eirik Brandsdal                                                              | Pål Golberg                                                                        |
| 16 marzo 2011 20 marzo 2011       | Stoccolma Falun                                             | Svezia          | Finali         | Petter Northug                                                       | Finn Hågen Krogh                                                             | Dario Cologna                                                                      |

Legenda:

TC = tecnica classica

TL = tecnica libera

SP = sprint

TS = sprint a squadre

PU = inseguimento

MS = partenza in linea

#### Competizioni intermedie
| Nordic Opening 2011 |                            |                   |                   |                    |                    |                     |
| Data                | Località                   | Nazione           | Spec.             | Primo              | Secondo            | Terzo               |
| 26 novembre 2010    | Kuusamo                    | Finlandia         | SP TC             | John Kristian Dahl | Aleksej Poltoranin | Sami Jauhojärvi     |
| 27 novembre 2010    | Kuusamo                    | Finlandia         | 10 km TC          | Dario Cologna      | Aleksandr Legkov   | Daniel Richardsson  |
| 28 novembre 2010    | Kuusamo                    | Finlandia         | 15 km TL PU HS    | Lukáš Bauer        | Il'ja Černousov    | Marcus Hellner      |
| Classifica finale   | Classifica finale          | Classifica finale | Classifica finale | Aleksandr Legkov   | Dario Cologna      | Daniel Richardsson  |
|                     |                            |                   |                   |                    |                    |                     |
| Tour de Ski 2011    |                            |                   |                   |                    |                    |                     |
| Data                | Località                   | Nazione           | Spec.             | Primo              | Secondo            | Terzo               |
| 31 dicembre 2010    | Oberhof                    | Germania          | 3,7 km TL         | Marcus Hellner     | Aleksej Petuchov   | Petter Northug      |
| 1º gennaio 2011     | Oberhof                    | Germania          | 15 km TC PU HS    | Dario Cologna      | Devon Kershaw      | Aleksandr Legkov    |
| 2 gennaio 2011      | Oberstdorf                 | Germania          | SP TC             | Emil Jönsson       | Devon Kershaw      | Dario Cologna       |
| 3 gennaio 2011      | Oberstdorf                 | Germania          | 20 km PU TC/TL    | Matti Heikkinen    | Dario Cologna      | Martin Jakš         |
| 5 gennaio 2011      | Dobbiaco                   | Italia            | SP TL             | Devon Kershaw      | Dario Cologna      | Petter Northug      |
| 6 gennaio 2011      | Cortina d'Ampezzo/Dobbiaco | Italia            | 35 km TL PU HS    | Dario Cologna      | Marcus Hellner     | Petter Northug      |
| 8 gennaio 2011      | Val di Fiemme              | Italia            | 20 km TC MS       | Petter Northug     | Dario Cologna      | Devon Kershaw       |
| 9 gennaio 2011      | Val di Fiemme              | Italia            | 9 km TL PU        | Lukáš Bauer        | Roland Clara       | Curdin Perl         |
| Classifica finale   | Classifica finale          | Classifica finale | Classifica finale | Dario Cologna      | Petter Northug     | Lukáš Bauer         |
|                     |                            |                   |                   |                    |                    |                     |
| Finali 2011         |                            |                   |                   |                    |                    |                     |
| Data                | Località                   | Nazione           | Spec.             | Primo              | Secondo            | Terzo               |
| 16 marzo 2011       | Stoccolma                  | Svezia            | SP TC             | Emil Jönsson       | Petter Northug     | Ola Vigen Hattestad |
| 18 marzo 2011       | Falun                      | Svezia            | 3,3 km TC         | Il'ja Černousov    | Petter Northug     | Maksim Vylegžanin   |
| 19 marzo 2011       | Falun                      | Svezia            | 20 km PU TC/TL    | Petter Northug     | Giorgio Di Centa   | Daniel Richardsson  |
| 20 marzo 2011       | Falun                      | Svezia            | 15 km TL PU HS    | Finn Hågen Krogh   | Maurice Manificat  | Lukáš Bauer         |
| Classifica finale   | Classifica finale          | Classifica finale | Classifica finale | Petter Northug     | Finn Hågen Krogh   | Dario Cologna       |

Legenda:

TC = tecnica classica

TL = tecnica libera

SP = sprint

PU = inseguimento

MS = partenza in linea

HS = partenza a handicap

### Classifiche

#### Generale
| Pos. | Nome                   | Nazione     | Punti |
| ---- | ---------------------- | ----------- | ----- |
| 1    | Dario Cologna          | Svizzera    | 1566  |
| 2    | Petter Northug         | Norvegia    | 1236  |
| 3    | Daniel Richardsson     | Svezia      | 981   |
| 4    | Lukáš Bauer            | Rep. Ceca   | 923   |
| 5    | Aleksandr Legkov       | Russia      | 796   |
| 6    | Emil Jönsson           | Svezia      | 746   |
| 7    | Marcus Hellner         | Svezia      | 695   |
| 8    | Devon Kershaw          | Canada      | 602   |
| 9    | Jean-Marc Gaillard     | Francia     | 589   |
| 10   | Alex Harvey            | Canada      | 552   |
| 11   | Maksim Vylegžanin      | Russia      | 512   |
| 12   | Il'ja Černousov        | Russia      | 503   |
| 13   | Maurice Manificat      | Francia     | 488   |
| 14   | Curdin Perl            | Svizzera    | 447   |
| 15   | Roland Clara           | Italia      | 446   |
| 16   | Giorgio Di Centa       | Italia      | 438   |
| 17   | Martin Jakš            | Rep. Ceca   | 425   |
| 18   | Ola Vigen Hattestad    | Norvegia    | 407   |
| 19   | Eldar Rønning          | Norvegia    | 388   |
| 20   | Pëtr Sedov             | Russia      | 387   |
| 21   | Aleksej Petuchov       | Russia      | 323   |
| 22   | Jesper Modin           | Svezia      | 322   |
| 23   | Vincent Vittoz         | Francia     | 304   |
| 24   | Fulvio Scola           | Italia      | 283   |
| 25   | Matti Heikkinen        | Finlandia   | 280   |
| 26   | Jens Filbrich          | Germania    | 263   |
| 27   | Kris Freeman           | Stati Uniti | 255   |
| 28   | Martin Johnsrud Sundby | Norvegia    | 252   |
| 29   | Eirik Brandsdal        | Norvegia    | 246   |
| 30   | Sami Jauhojärvi        | Finlandia   | 244   |

#### Distanza
| Pos. | Nome               | Nazione   | Punti |
| ---- | ------------------ | --------- | ----- |
| 1    | Dario Cologna      | Svizzera  | 706   |
| 2    | Daniel Richardsson | Svezia    | 568   |
| 3    | Lukáš Bauer        | Rep. Ceca | 553   |
| 4    | Petter Northug     | Norvegia  | 512   |
| 5    | Aleksandr Legkov   | Russia    | 503   |
| 6    | Maksim Vylegžanin  | Russia    | 386   |
| 7    | Marcus Hellner     | Svezia    | 365   |
| 8    | Jean-Marc Gaillard | Francia   | 364   |
| 9    | Il'ja Černousov    | Russia    | 342   |
| 10   | Maurice Manificat  | Francia   | 308   |

#### Sprint
| Pos. | Nome                | Nazione     | Punti |
| ---- | ------------------- | ----------- | ----- |
| 1    | Emil Jönsson        | Svezia      | 580   |
| 2    | Ola Vigen Hattestad | Norvegia    | 407   |
| 3    | Jesper Modin        | Svezia      | 300   |
| 4    | Aleksej Petuchov    | Russia      | 277   |
| 5    | Fulvio Scola        | Italia      | 275   |
| 6    | Eirik Brandsdal     | Norvegia    | 239   |
| 7    | Petter Northug      | Norvegia    | 204   |
| 8    | Andrew Newell       | Stati Uniti | 198   |
| 9    | Renato Pasini       | Italia      | 190   |
| 10   | Alex Harvey         | Canada      | 182   |

## Donne

### Risultati
| Data                              | Località                                                    | Nazione         | Spec.          | Prima                                                                           | Seconda                                                                         | Terza                                                                             |
| --------------------------------- | ----------------------------------------------------------- | --------------- | -------------- | ------------------------------------------------------------------------------- | ------------------------------------------------------------------------------- | --------------------------------------------------------------------------------- |
| 20 novembre 2010                  | Gällivare                                                   | Svezia          | 10 km TL       | Marit Bjørgen                                                                   | Charlotte Kalla                                                                 | Arianna Follis                                                                    |
| 21 novembre 2010                  | Gällivare                                                   | Svezia          | 4x5 km         | Norvegia I Vibeke Skofterud Therese Johaug Kristin Størmer Steira Marit Bjørgen | Svezia I Britta Johansson Norgren Anna Haag Maria Rydqvist Charlotte Kalla      | Italia I Magda Genuin Marianna Longa Silvia Rupil Arianna Follis                  |
| 26 novembre 2010 28 novembre 2010 | Kuusamo                                                     | Finlandia       | Nordic Opening | Marit Bjørgen                                                                   | Justyna Kowalczyk                                                               | Charlotte Kalla                                                                   |
| 4 dicembre 2010                   | Düsseldorf                                                  | Germania        | SP TL          | Arianna Follis                                                                  | Kikkan Randall                                                                  | Vesna Fabjan                                                                      |
| 5 dicembre 2010                   | Düsseldorf                                                  | Germania        | TS TL          | Italia I Magda Genuin Arianna Follis                                            | Norvegia I Maiken Caspersen Falla Celine Brun-Lie                               | Canada Daria Gaiazova Chandra Crawford                                            |
| 10 dicembre 2010                  | Davos                                                       | Svizzera        | 10 km TC       | Marit Bjørgen                                                                   | Justyna Kowalczyk                                                               | Therese Johaug                                                                    |
| 11 dicembre 2010                  | Davos                                                       | Svizzera        | SP TL          | Marit Bjørgen                                                                   | Arianna Follis                                                                  | Kikkan Randall                                                                    |
| 18 dicembre 2010                  | La Clusaz                                                   | Francia         | 15 km TL MS    | Marit Bjørgen                                                                   | Justyna Kowalczyk                                                               | Kristin Størmer Steira                                                            |
| 19 dicembre 2010                  | La Clusaz                                                   | Francia         | 4x5 km         | Norvegia I Vibeke Skofterud Therese Johaug Kristin Størmer Steira Marit Bjørgen | Italia I Virginia De Martin Topranin Marianna Longa Silvia Rupil Arianna Follis | Svezia I Sara Lindborg Anna Haag Maria Rydqvist Charlotte Kalla                   |
| 31 dicembre 2010 9 gennaio 2011   | Oberhof Oberstdorf Dobbiaco Cortina d'Ampezzo Val di Fiemme | Germania Italia | Tour de Ski    | Justyna Kowalczyk                                                               | Therese Johaug                                                                  | Marianna Longa                                                                    |
| 15 gennaio 2011                   | Liberec                                                     | Rep. Ceca       | SP TL          | Kikkan Randall                                                                  | Hanna Falk                                                                      | Celine Brun-Lie                                                                   |
| 16 gennaio 2011                   | Liberec                                                     | Rep. Ceca       | TS TC          | Norvegia I Maiken Caspersen Falla Marit Bjørgen                                 | Italia I Magda Genuin Marianna Longa                                            | Norvegia II Kari Vikhagen Gjeitnes Celine Brun-Lie                                |
| 22 gennaio 2011                   | Otepää                                                      | Estonia         | 10 km TC       | Marit Bjørgen                                                                   | Justyna Kowalczyk                                                               | Therese Johaug                                                                    |
| 23 gennaio 2011                   | Otepää                                                      | Estonia         | SP TC          | Petra Majdič                                                                    | Hanna Erikson                                                                   | Maiken Caspersen Falla                                                            |
| 4 febbraio 2011                   | Rybinsk                                                     | Russia          | 10 km PU TC/TL | Justyna Kowalczyk                                                               | Marianna Longa                                                                  | Aino-Kaisa Saarinen                                                               |
| 5 febbraio 2011                   | Rybinsk                                                     | Russia          | SP TL          | Vesna Fabjan                                                                    | Katja Višnar                                                                    | Justyna Kowalczyk                                                                 |
| 6 febbraio 2011                   | Rybinsk                                                     | Russia          | 4x5 km         | Italia Magda Genuin Marianna Longa Silvia Rupil Arianna Follis                  | Russia I Valentina Novikova Svetlana Nikolaeva Julija Čekalëva Ol'ga Michajlova | Russia II Anastasija Kazakul Julija Tichonova Julija Ivanova Natal'ja Korostelëva |
| 19 febbraio 2011                  | Drammen                                                     | Norvegia        | 10 km TC       | Marit Bjørgen                                                                   | Justyna Kowalczyk                                                               | Aino-Kaisa Saarinen                                                               |
| 20 febbraio 2011                  | Drammen                                                     | Norvegia        | SP TL          | Kikkan Randall                                                                  | Maiken Caspersen Falla                                                          | Charlotte Kalla                                                                   |
| 12 marzo 2011                     | Lahti                                                       | Finlandia       | 10 km PU TC/TL | Therese Johaug                                                                  | Justyna Kowalczyk                                                               | Arianna Follis                                                                    |
| 13 marzo 2011                     | Lahti                                                       | Finlandia       | SP TC          | Marit Bjørgen                                                                   | Astrid Uhrenholdt Jacobsen                                                      | Petra Majdič                                                                      |
| 16 marzo 2011 20 marzo 2011       | Stoccolma Falun                                             | Svezia          | Finali         | Marit Bjørgen                                                                   | Justyna Kowalczyk                                                               | Therese Johaug                                                                    |

Legenda:

TC = tecnica classica

TL = tecnica libera

SP = sprint

TS = sprint a squadre

PU = inseguimento

MS = partenza in linea

#### Competizioni intermedie
| Nordic Opening 2011 |                             |                   |                   |                   |                            |                            |
| Data                | Località                    | Nazione           | Spec.             | Prima             | Seconda                    | Terza                      |
| 26 novembre 2010    | Kuusamo                     | Finlandia         | SP TC             | Marit Bjørgen     | Petra Majdič               | Astrid Uhrenholdt Jacobsen |
| 27 novembre 2010    | Kuusamo                     | Finlandia         | 5 km TC           | Marit Bjørgen     | Justyna Kowalczyk          | Petra Majdič               |
| 28 novembre 2010    | Kuusamo                     | Finlandia         | 10 km TL PU HS    | Therese Johaug    | Nicole Fessel              | Justyna Kowalczyk          |
| Classifica finale   | Classifica finale           | Classifica finale | Classifica finale | Marit Bjørgen     | Justyna Kowalczyk          | Charlotte Kalla            |
|                     |                             |                   |                   |                   |                            |                            |
| Tour de Ski 2011    |                             |                   |                   |                   |                            |                            |
| Data                | Località                    | Nazione           | Spec.             | Prima             | Seconda                    | Terza                      |
| 31 dicembre 2010    | Oberhof                     | Germania          | 2,5 km TL         | Justyna Kowalczyk | Charlotte Kalla            | Astrid Uhrenholdt Jacobsen |
| 1º gennaio 2011     | Oberhof                     | Germania          | 10 km TC PU HS    | Justyna Kowalczyk | Krista Pärmäkoski          | Marianna Longa             |
| 2 gennaio 2011      | Oberstdorf                  | Germania          | SP TC             | Petra Majdič      | Justyna Kowalczyk          | Astrid Uhrenholdt Jacobsen |
| 3 gennaio 2011      | Oberstdorf                  | Germania          | 10 km PU TC/TL    | Anna Haag         | Charlotte Kalla            | Marthe Kristoffersen       |
| 5 gennaio 2011      | Dobbiaco                    | Italia            | SP TL             | Petra Majdič      | Arianna Follis             | Magda Genuin               |
| 6 gennaio 2011      | Cortina d'Ampezzo/ Dobbiaco | Italia            | 16 km TL PU HS    | Justyna Kowalczyk | Arianna Follis             | Marianna Longa             |
| 8 gennaio 2011      | Val di Fiemme               | Italia            | 10 km TC MS       | Justyna Kowalczyk | Therese Johaug             | Marianna Longa             |
| 9 gennaio 2011      | Val di Fiemme               | Italia            | 9 km PU TL        | Therese Johaug    | Marte Elden                | Marthe Kristoffersen       |
| Classifica finale   | Classifica finale           | Classifica finale | Classifica finale | Justyna Kowalczyk | Therese Johaug             | Marianna Longa             |
|                     |                             |                   |                   |                   |                            |                            |
| Finali 2011         |                             |                   |                   |                   |                            |                            |
| Data                | Località                    | Nazione           | Spec.             | Prima             | Seconda                    | Terza                      |
| 16 marzo 2011       | Stoccolma                   | Svezia            | SP TC             | Petra Majdič      | Marit Bjørgen              | Maiken Caspersen Falla     |
| 18 marzo 2011       | Falun                       | Svezia            | 2,5 km TC         | Marit Bjørgen     | Justyna Kowalczyk          | Therese Johaug             |
| 19 marzo 2011       | Falun                       | Svezia            | 10 km PU TC/TL    | Marit Bjørgen     | Justyna Kowalczyk          | Therese Johaug             |
| 20 marzo 2011       | Falun                       | Svezia            | 10 km TL PU HS    | Arianna Follis    | Astrid Uhrenholdt Jacobsen | Therese Johaug             |
| Classifica finale   | Classifica finale           | Classifica finale | Classifica finale | Marit Bjørgen     | Justyna Kowalczyk          | Therese Johaug             |

Legenda:

TC = tecnica classica

TL = tecnica libera

SP = sprint

PU = inseguimento

MS = partenza in linea

HS = partenza a handicap

### Classifiche

#### Generale
| Pos. | Nome                       | Nazione     | Punti |
| ---- | -------------------------- | ----------- | ----- |
| 1    | Justyna Kowalczyk          | Polonia     | 2073  |
| 2    | Marit Bjørgen              | Norvegia    | 1578  |
| 3    | Arianna Follis             | Italia      | 1310  |
| 4    | Therese Johaug             | Norvegia    | 1173  |
| 5    | Charlotte Kalla            | Svezia      | 1100  |
| 6    | Petra Majdič               | Slovenia    | 1087  |
| 7    | Marianna Longa             | Italia      | 1051  |
| 8    | Astrid Uhrenholdt Jacobsen | Norvegia    | 810   |
| 9    | Aino-Kaisa Saarinen        | Finlandia   | 715   |
| 10   | Kikkan Randall             | Stati Uniti | 657   |
| 11   | Anna Haag                  | Svezia      | 604   |
| 12   | Krista Pärmäkoski          | Finlandia   | 568   |
| 13   | Marthe Kristoffersen       | Norvegia    | 560   |
| 14   | Riitta-Liisa Roponen       | Finlandia   | 518   |
| 15   | Katrin Zeller              | Germania    | 518   |
| 16   | Julija Čekalëva            | Russia      | 442   |
| 17   | Nicole Fessel              | Germania    | 420   |
| 18   | Ida Ingemarsdotter         | Svezia      | 360   |
| 19   | Valentyna Ševčenko         | Ucraina     | 350   |
| 20   | Marte Elden                | Norvegia    | 341   |
| 21   | Vibeke Skofterud           | Norvegia    | 331   |
| 22   | Alena Procházková          | Slovacchia  | 315   |
| 23   | Laure Barthélémy           | Francia     | 312   |
| 24   | Maiken Caspersen Falla     | Norvegia    | 305   |
| 25   | Ingvild Flugstad Østberg   | Norvegia    | 304   |
| 26   | Riikka Sarasoja            | Finlandia   | 301   |
| 27   | Magda Genuin               | Italia      | 288   |
| 28   | Kristin Størmer Steira     | Norvegia    | 268   |
| 29   | Vesna Fabjan               | Slovenia    | 266   |
| 30   | Katja Višnar               | Slovenia    | 266   |

#### Distanza
| Pos. | Nome                 | Nazione   | Punti |
| ---- | -------------------- | --------- | ----- |
| 1    | Justyna Kowalczyk    | Polonia   | 1039  |
| 2    | Marit Bjørgen        | Norvegia  | 775   |
| 3    | Therese Johaug       | Norvegia  | 671   |
| 4    | Marianna Longa       | Italia    | 563   |
| 5    | Arianna Follis       | Italia    | 518   |
| 6    | Charlotte Kalla      | Svezia    | 503   |
| 7    | Aino-Kaisa Saarinen  | Finlandia | 446   |
| 8    | Anna Haag            | Svezia    | 430   |
| 9    | Riitta-Liisa Roponen | Finlandia | 353   |
| 10   | Marthe Kristoffersen | Norvegia  | 350   |

#### Sprint
| Pos. | Nome                       | Nazione     | Punti |
| ---- | -------------------------- | ----------- | ----- |
| 1    | Petra Majdič               | Slovenia    | 480   |
| 2    | Arianna Follis             | Italia      | 434   |
| 3    | Kikkan Randall             | Stati Uniti | 427   |
| 4    | Marit Bjørgen              | Norvegia    | 403   |
| 5    | Justyna Kowalczyk          | Polonia     | 314   |
| 6    | Maiken Caspersen Falla     | Norvegia    | 305   |
| 7    | Astrid Uhrenholdt Jacobsen | Norvegia    | 277   |
| 8    | Katja Višnar               | Slovenia    | 266   |
| 9    | Vesna Fabjan               | Slovenia    | 264   |
| 10   | Hanna Falk                 | Svezia      | 232   |

## Coppa delle Nazioni

### Generale
| Pos. | Nazione   | Punti |
| ---- | --------- | ----- |
| 1    | Norvegia  | 11507 |
| 2    | Svezia    | 7745  |
| 3    | Russia    | 6244  |
| 4    | Italia    | 6131  |
| 5    | Finlandia | 4265  |
| 6    | Germania  | 3022  |
| 7    | Svizzera  | 2821  |
| 8    | Francia   | 2733  |
| 9    | Polonia   | 2349  |
| 10   | Slovenia  | 1895  |

### Uomini
| Pos. | Nazione   | Punti |
| ---- | --------- | ----- |
| 1    | Norvegia  | 4807  |
| 2    | Russia    | 4467  |
| 3    | Svezia    | 4107  |
| 4    | Svizzera  | 2680  |
| 5    | Italia    | 2571  |
| 6    | Francia   | 1869  |
| 7    | Rep. Ceca | 1695  |
| 8    | Canada    | 1525  |
| 9    | Germania  | 1468  |
| 10   | Finlandia | 1279  |

### Donne
| Pos. | Nazione     | Punti |
| ---- | ----------- | ----- |
| 1    | Norvegia    | 6700  |
| 2    | Svezia      | 3638  |
| 3    | Italia      | 3560  |
| 4    | Finlandia   | 2986  |
| 5    | Polonia     | 2248  |
| 6    | Slovenia    | 1895  |
| 7    | Russia      | 1777  |
| 8    | Germania    | 1554  |
| 9    | Francia     | 864   |
| 10   | Stati Uniti | 739   |